# Corydalis retingensis
Corydalis retingensis là một loài thực vật có hoa trong họ Anh túc. Loài này được Ludlow mô tả khoa học đầu tiên năm 1968.